# موط (مرسين)
موط هي مدينة تركية تقع في محافظة مرسين في تركيا، تبلغ مساحتها 2,718 كيلومتر مربع، ويبلغ عدد سكانها 62,874 نسمة. 

## الموقع
موط منطقة ريفية تقع عند سفح ممر سيرتافول على الطريق عبر جبال طوروس من أنقرة وقونية إلى ساحل البحر الأبيض المتوسط.

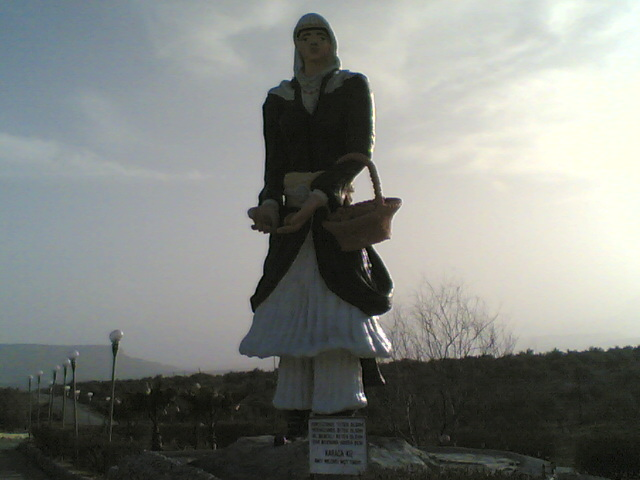
تمثال لفتاة تحمل سلة

تشتهر مدينة موط بالزراعة وبصنف المشمش الخاص بها، بها تمثال لفتاة تحمل سلة من المشمش عند مدخل المدينة.

## أهم معالمها

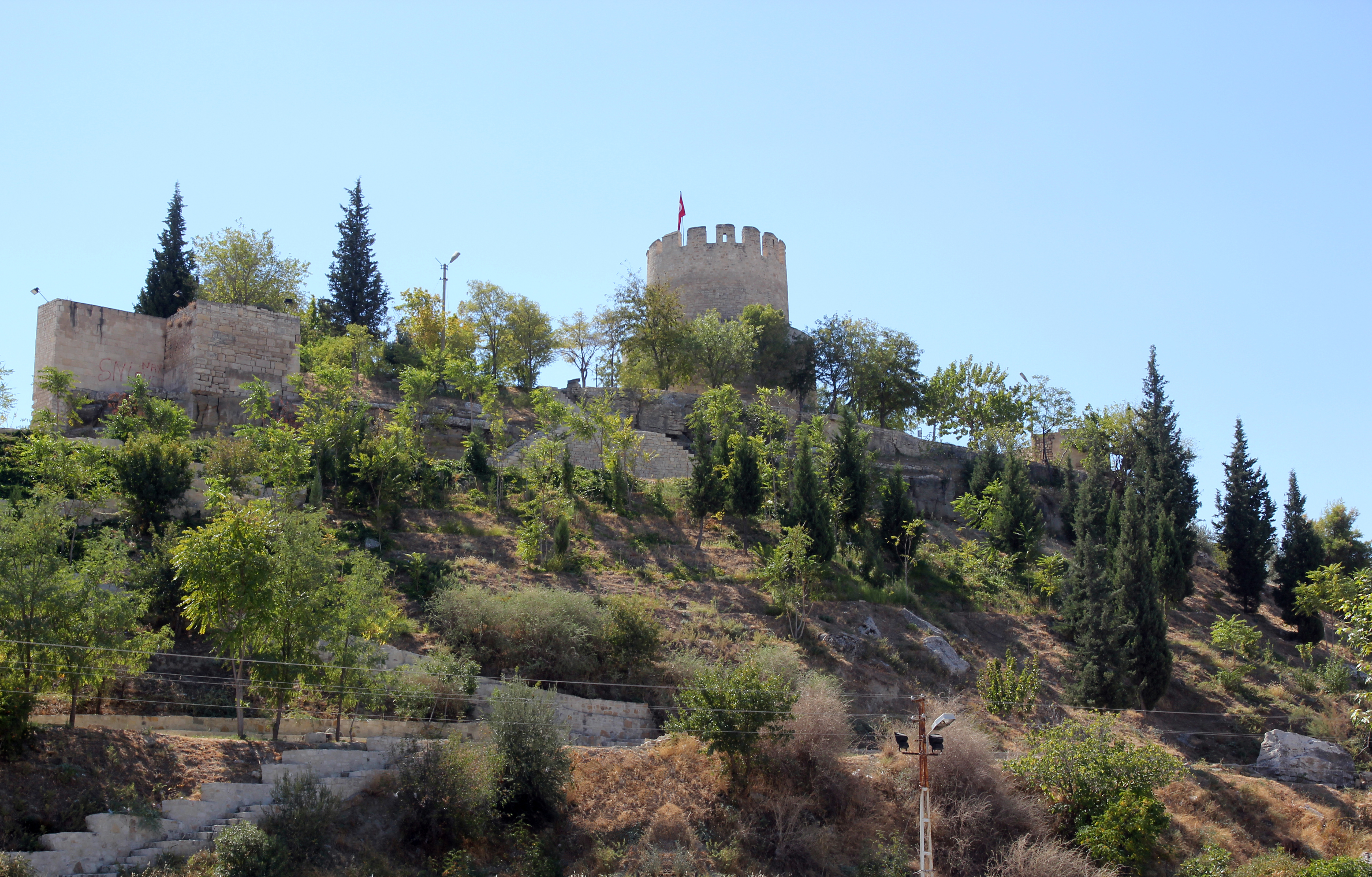
قلعة موط الأثرية

بحيرة كوكسو، وقلعة موط وهي قلعة أثرية، والشلالات منها شلال موط يركوبريو، والجبال على سفح أحداها أكبر علم لتركيا بالعالم.

## الاقتصاد
تربية الماشية والزراعة هي أحد سبل العيش المهمة في المنطقة.

## المناخ
تتمتع مدينة موط بمناخ شبه جاف حار في الصيف  وشتاء بارد ممطر.